# Полянское (озеро)
Полянское (фин. Kirkkojärvi) — пресноводное озеро на территории Полянского сельского поселения Выборгского района Ленинградской области.

## Общие сведения
Площадь озера — 2,2 км², площадь водосборного бассейна — 150 км². Располагается на высоте 20,5 метров над уровнем моря.
Форма озера продолговатая: оно более чем на два километра вытянуто с северо-запада на юго-восток. Берега каменисто-песчаные, местами заболоченные.
Из залива на северной стороне озера вытекает река Петлянка, впадающая в озеро Красавица, из которого вытекает река Камышовка, приток реки Гороховки, впадающей, в свою очередь, в Выборгский залив.
С северо-запада в водоём впадает река Полянка, несущая воды озёр Зеленохолмского, Краснофлотского, Красногвардейского и Подгорного.
На северо-западном берегу Полянского располагается посёлок Поляны, через который проходит дорога 41К-083 («Средневыборгское шоссе»).
Название озера переводится с финского языка как «церковное озеро».
Код объекта в государственном водном реестре — 01040300511102000009803.